# Friedhofskapelle Giesel

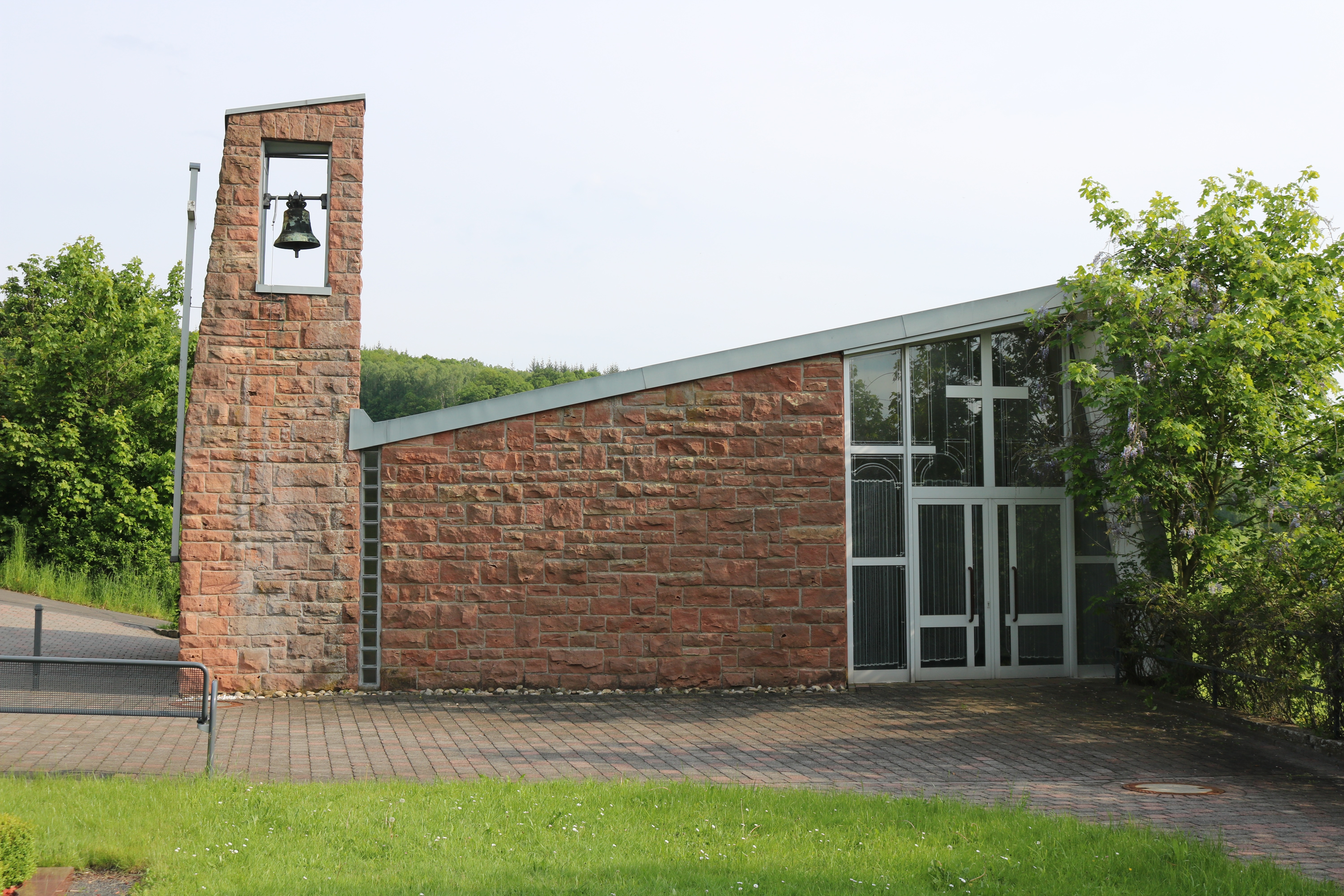
Friedhofskapelle (von Norden)

Die Friedhofskapelle Giesel auf dem Friedhof in Giesel, einem Ortsteil der Gemeinde Neuhof im osthessischen Landkreis Fulda, ist eine kleinere Friedhofskapelle für gottesdienstliche Feiern, Bestattungszeremonien, Andachten sowie Trauerfeiern.

## Geschichte
1958/1960 wurde im Rahmen der Flurbereinigung in Giesel unter Bürgermeister Leonhard Glozbach eine Erweiterungsfläche des bereits im Jahre 1908 angelegten neuen Friedhofs oberhalb der Sudetenstraße mit einer Baufläche für eine neue Trauerhalle und neuen Grabstellen geschaffen. Der Friedhof wurde nach Süden erweitert.
Entworfen wurde der Kapellenbau von den Architekten Erich Weber (Fulda) und Herbert Roer (Margetshöchheim bei Würzburg), die auch Planer der neuen Pfarrkirche St. Laurentius von 1962 waren.
Die Friedhofskapelle steht am südlichen Ende der Friedhofserweiterung gegenüber dem ebenfalls zu diesem Zeitpunkt errichteten neuen Friedhofskreuz aus rotem Sandstein. Es wurde geschaffen vom Bildhauer Siegfried Fleck (Fulda).
1961 wurde auf der Erweiterungsfläche die neue Friedhofskapelle errichtet. Die Einweihung der Kapelle und des Friedhofskreuzes erfolgte 1963 durch den damaligen Pfarrer von Giesel Josef Mönninger.

### Renovierung
Im Zuge der ersten grundlegenden Renovierung 2009 tauschte man im Innenbereich der Kapelle die alte Holzdeckenverkleidung von 1961 durch eine Rigips-Lochdecke aus, modernisierte die Beleuchtung und deckte das alte Eternitschieferdach neu mit Zinkblech.
Die erneute kirchliche Segnung und Wiederinbetriebnahme erfolgte am 21. März 2009. Die ökumenische Segnung wurde vom evangelischen Pfarrer Karl-Heinrich Ostmeyer (Bronnzell) und dem katholischen Pfarrer Winfried Abel (Giesel) vorgenommen. Musikalisch wurden die Segnung und Übergabe vom Musikverein „Heimatklänge“ unter dem Dirigenten Amand Leinweber gestaltet.